# Кулишер, Александр Михайлович
Алекса́ндр Миха́йлович Ку́лишер (1890, Санкт-Петербург — 1942, Франция) — российский публицист, юрист, правовед, общественный деятель; профессор.

## Биография

### В Санкт-Петербурге
Родился в семье Михаила Кулишера. Брат экономиста И. М. Кулишера и юриста Е. М. Кулишера.
Окончил Гимназию Святой Анны в Петербурге, изучал право на юридическом факультете Петербургского университета.
Приват-доцент Санкт-Петербургского университета. До революции также занимался юридической деятельностью.

### В Германии
Работал в Берлине, специализируясь на конституционном праве, интересовался историей миграций народов.

### Во Франции
С 1920-х годов жил во Франции. Член Конституционно-демократической партии, её филиала в Берлине.
Долгое время работал в Париже, являлся активным участником ревизионистского движения Зеева Жаботинского. Сотрудничал в эмигрантской газете «Последние новости» («Les dernières nouvelles»), редактором которой был Павел Милюков. Публиковался под псевдонимом Юниус (Junius).
Читал лекции на юридическом факультете Парижского университета.
До Второй мировой войны жил в Клермон-Ферране.
После оккупации германскими войсками был арестован и отправлен, по одним сведениям, в лагерь Дранси, по другим — в лагерь Гюрс, что недалеко от границы с Испанией, где и умер от истощения 13 февраля 1942 года.

## Публикации
Автор следующих статей:
- сентябрь-октябрь 1924 года, «La théorie des mouvements des peuples et la guerre civile en Russie» в «Revue International Sociologique», стр. 492—507[3][4].
  - Теория движения народов и Гражданская война в России // Демографическое обозрение. 2014. Т. 1. № 3.
- 1928 год, «Les guerres et les migrations», «VIe Congrès international des sciences historiques»[5]
- 1932 год, «Les quatre constitutions de l’Angleterre» в «Archives de Philosophie du Droit et de Sociologie Juridique», под редакцией L. le Fur. 1932, выпуск 3/4.
- 1934 год, «La multiplicité des sources, en droit constitutionnel», «Le problème des sources du droit positif». Annuaire de l’Institut de Philisophie du droit et de sociologie juridique, 1934—1935, Sirey, Paris, стр. 208—227[6].

В 1932 году вместе с братом Евгением опубликовал книгу «Kriegs- und Wanderzeuge. Wereldgeschichte als Volkerbewegung» (Берлин).